# Leon Wilkeson
Leon Russell Wilkeson (Jacksonville, Florida, 2. travnja 1952. – Ponte Vedra Beach, 27. srpnja 2001.) bio je američki glazbenik, najpoznatiji kao basist sastava Lynyrd Skynyrd. 

## Životopis
Zanimanje za glazbu Wilkeson je pokazao u tinejdžerskom dobu svirajući kroz par lokalnih sastava, a Lynyrd Skynyrdu je pristupio 1972. kao zamjena za Larryja Junstroma. Jedan je od šest članova koji su preživjeli zrakoplovnu nesreću sastava, 20. listopada 1977.
Nakon što su objavili prestanak rada kao Lynyrd Skynyrd, Wilkeson je bio član sastava Rossington Collins Band, a poslije Allen Collins Banda. Ponovnim okupljanjem Lynyrd Skynrda krajem 1980-ih bio je njegovim članom do smrti.
Umro je 27. srpnja 2001. Iako je imao problema s jetrom i plućima, kao službeni uzrok smrti navedena je prirodna smrt.
Budući da je na koncertima nosio razne šešire, nosio je nadimak Mad Hatter, po čemu je ime dobila i pjesma objavljena na albumu Vicious Cycle (tijekom kojeg je snimanja umro), koju su mu posvetili ostali članovi sastava.

## Vanjske poveznice
- Stranice sastava Lynyrd Skynyrd